# Der rosarote Panther (1963)
Der rosarote Panther (Originaltitel The Pink Panther) ist eine unter der Regie von Blake Edwards im Jahr 1963 entstandene Kriminalkomödie, der eine Reihe weiterer Pink-Panther-Filme folgte und darüber hinaus eine gleichnamige Zeichentrickserie. Der Filmstart in den bundesdeutschen Kinos war am 19. Dezember 1963.

## Handlung
Im Mittelpunkt des Films stehen ein überdurchschnittlich großer Diamant, der aufgrund seines rosaroten Schimmers und eines kleinen Schattens in der Mitte, der einem springenden Panther ähnelt, der „rosarote Panther“ genannt wird, sowie ein englischer Meisterdieb, genannt „Das Phantom“, hinter dem sich der britische Adelige Sir Charles Lytton verbirgt.
Vor Beginn der Geschichte werden die Charaktere vorgestellt. Zuerst das Phantom, das durch Meisterhand Schmuck und Geschmeide stiehlt und es immer wieder schafft, der Polizei zu entkommen. Dann der Neffe von Sir Charles, George Lytton, der seinem Onkel gegenüber vorgegeben hat, in den USA zu studieren, in Wirklichkeit aber ebenfalls ein Gauner ist. Da ist noch die Ehefrau von Inspektor Clouseau, Simone, die in Wirklichkeit die Verbündete und Geliebte des Phantoms ist. Und schließlich der trottelige Inspektor Jacques Clouseau, der es sich zur Lebensaufgabe gemacht hat, dem Phantom endlich das Handwerk zu legen.
Die Protagonisten treffen in dem italienischen Wintersportort Cortina d’Ampezzo aufeinander. Die Prinzessin von Lugasch, Dala, verbringt dort ihren Winterurlaub. Sir Charles ist vor Ort, um die Gelegenheit zu nutzen, den Diamanten zu stehlen. Inspektor Clouseau ist in Begleitung seiner Frau anwesend, um gegebenenfalls das Phantom zu schnappen. Auch der Neffe von Sir Charles reist überraschenderweise an, um mitzumischen.
Sir Charles inszeniert eine Entführung des Hundes der Prinzessin, um durch die heldenhafte Verfolgung des Täters ihr Vertrauen zu gewinnen. Durch Vortäuschung eines verletzten Beines geht der Plan dann auch auf. Es gelingt ihm sogar, die normalerweise abstinente Prinzessin betrunken zu machen. Dabei verliebt er sich in sie. Seine Geliebte Simone bekommt dies mit und sieht ihre Beziehung zu ihm, Sir Charles, gestört.
Nach einigen Rückschlägen kann durch Ermittlungen über den Leihwagen, der bei der Hunde-Entführung zum Einsatz kam, herausgefunden werden, dass der Komplize bei diesem Coup in Diensten von Sir Charles steht und somit nur dieser das Phantom sein kann. Er kann jedoch in letzter Sekunde fliehen.
Schließlich ergibt sich eine neue Gelegenheit, als der Diamant in einer hoheitlichen Villa in Rom aufbewahrt wird. Während eines Kostümfestes, bei dem auch Inspektor Clouseau samt verkleideter Polizeitruppe anwesend ist, machen sich Sir Charles und George Lytton (zufälligerweise im gleichen Gorillakostüm) daran, den Diamanten zu stehlen. Als sie den Tresor endlich geöffnet haben, ist der Diamant jedoch verschwunden.
Nach einer wilden Verfolgungsjagd werden beide Lyttons festgenommen, sie erwartet nun ein Prozess. Madame Clouseau, die ihrem Geliebten aus der misslichen Lage heraushelfen möchte, wendet sich mit der Wahrheit an Prinzessin Dala. Sie ahnt bereits, dass die Prinzessin selbst den Diamanten gestohlen hat, um zum einen die Versicherungssumme von einer halben Million US-Dollar zu kassieren und zum anderen den Diamanten vor einer eventuellen Rückgabe an das Volk von Lugasch zu bewahren. (Der Diamant wurde einst dem König geschenkt, der ihn seiner Tochter gab. Nach Abschaffung der Monarchie verlangt das Volk den Diamanten zurück.)
Prinzessin Dala willigt schließlich ein, den wertvollen Stein Inspektor Clouseau unterzujubeln. Damit sind die Lyttons frei – und Clouseau wird nun unter dem Verdacht, das Phantom zu sein, verhaftet.

## Synchronisation
Die deutsche Fassung  entstand bei der Ultra-Film Synchron GmbH in Berlin.
| Darsteller        | Rolle                      | Synchronsprecher  |
| ----------------- | -------------------------- | ----------------- |
| David Niven       | Sir Charles Lytton         | Curt Ackermann    |
| Peter Sellers     | Inspektor Jacques Clouseau | Harald Juhnke     |
| Robert Wagner     | George Lytton              | Michael Chevalier |
| Capucine          | Simone Clouseau            | Rosemarie Fendel  |
| Claudia Cardinale | Prinzessin Dala            | Dagmar Altrichter |
| Brenda de Banzie  | Angela Dunning             | Friedel Schuster  |
| Colin Gordon      | Mr. Tucker                 | Hugo Schrader     |
| John Le Mesurier  | Verteidiger                | Friedrich Joloff  |
| Guy Thomajan      | Artoff                     | Klaus Miedel      |
| James Lanphier    | Salud, Dalas Diener        | Lothar Blumhagen  |
| Wael Zuaiter      | Butler auf Kostümparty     | Werner Peters     |
| Philip H. Lathrop | Pariser Polizist           | Kurt Waitzmann    |

## Kritik
Der Film erhielt überwiegend positive Kritiken und erreichte bei Rotten Tomatoes eine Bewertung von 89 %, basierend auf 36 Kritiken.

„Die spritzige, elegant inszenierte Gaunerkomödie wurde nicht zuletzt auch berühmt durch ihren Trickfilm-Titelvorspann, aus dem später eine TV-Zeichentrickserie (in Deutschland: ‚Paulchen Panther‘) hervorging.“

„(…) mit einem spielfreudigen Peter Sellers, der Karikatur eines Detektivs (…). (Wertung: 3 von 4 möglichen Sternen – sehr gut)“

## Auszeichnungen
- Henry Mancini war 1965 in der Kategorie Best Music, Score – Substantially Original für einen Oscar nominiert.
- 1988 gewann der Film einen ASCAP Award in der Kategorie Most Performed Feature Film Standards.
- Peter Sellers war als bester Schauspieler in einer Komödie für einen Golden Globe nominiert, außerdem als bester britischer Schauspieler für den BAFTA.
- Der Film erreichte in der Kategorie Beste Komödie den 2. Platz bei der Vergabe des Laurel Award.
- Die Musik von Henry Mancini war außerdem für einen Grammy nominiert.
- Die Filmmusik von Henry Mancini wurde in der vom American Film Institute herausgegebenen „Liste der 25 besten Filmmusiken aus 100 Jahren“ auf Platz 20 gewählt.[6]
- 2010 wurde Der rosarote Panther als ein „besonders erhaltenswerter US-amerikanischer Film“ in das National Film Registry aufgenommen.[7]

## Hintergründe
Ursprünglich war die Rolle des Inspektor Clouseau für Peter Ustinov vorgesehen, der kurz vor Beginn der Dreharbeiten absagte. Daraufhin wurde dem bis dahin international unbekannten Peter Sellers die Rolle angeboten, der für eine Gage von 90.000 Britischen Pfund zusagte. Die Rolle des Inspektor Clouseau bedeutete für Peter Sellers den internationalen Durchbruch. Diese Figur, die ursprünglich nur eine ausgebaute Nebenrolle war, stieß beim Publikum auf solche Resonanz, dass sich Blake Edwards nach Befragung von Peter Sellers dazu entschloss, dem schrulligen und tollpatschigen Inspektor weitere Filme zu widmen. Dazu schrieb Edwards das Drehbuch für Ein Schuß im Dunkeln zu einem Clouseau-Film um und entwickelte später weitere Drehbücher – nach dem Tod von Peter Sellers auch Fortsetzungen, die nur mit Ausschnitten und Outtakes früherer Filme arbeiteten.
Der Vorspann des Films führte zu der bekannten Trickfilmserie um den rosaroten Panther, die in Deutschland unter dem Titel Der rosarote Panther (inoffiziell auch Paulchen Panther) lief.
Berühmt wurde auch die Titelmelodie The Pink Panther Theme, die Henry Mancini komponierte und mit seinem Orchester einspielte. Das Saxophon-Solo wurde von Plas Johnson gespielt. Beim gemeinsamen Abend in Cortina wird das ebenfalls von Mancini komponierte Lied It Had Better Be Tonight (Meglio stasera) von der amerikanischen Schauspielerin und Sängerin Fran Jeffries gesungen.
Die nächtliche Verfolgungsjagd rund um einen Brunnen, die einen alten Mann daran hindert, die Straße zu überqueren, wurde auf der Piazza della Repubblica in Rocca di Papa, einer Kleinstadt nahe Rom, gedreht. Bei den Fahrzeugen handelt es sich um ein Autobianchi Bianchina Cabriolet, ein Ferrari 250 GT Cabriolet, ein Alfa Romeo 2000 Berlina und einen offenen Fiat Campagnola.
Die deutsche Fernseh-Erstausstrahlung des Films war am 1. März 1975 um 20:15 Uhr im ZDF.